# 광명남초등학교
광명남초등학교는 대한민국 경기도 광명시에 있는 공립 초등학교이다.

## 학교 연혁
- 1974년 08. 05 광명남국민학교 설립 인가
- 1975년 03. 01 제1대 임성재 교장 취임
- 1975년 03. 05 개교(1~3학년 9학급 편성)
- 1975년 10. 10 개교기념일
- 1982년 03. 01 병설유치원 개원
- 1996년 03. 01 광명남초등학교로 개명
- 2018년 09. 01 제15대 한은희 교장 취임

## 참고 자료
- 광명남초등학교 - 한국교육학술정보원 학교알리미